# Hachiman

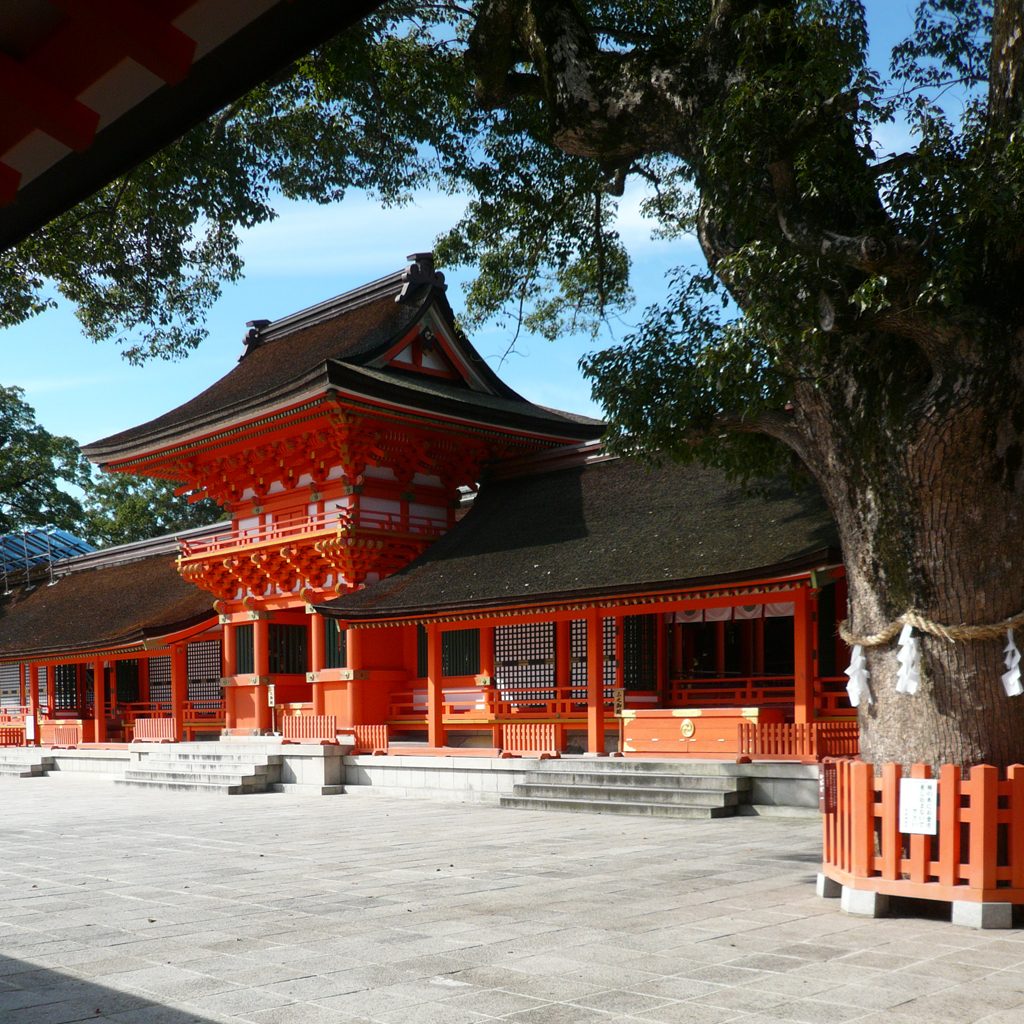
Santuário dedicado a Hachiman na cidade de Usa em Oita

Na mitologia japonesa, Hachiman (八幡神, Hachiman-jin/Yahata no kami) é o deus do arco e flecha e da guerra, que incorporou elementos do Xintoísmo e do Budismo. Embora muitas vezes chamado o Deus da Guerra, ele é mais corretamente definido como o Deus Protetor dos Guerreiros. Ele também é o Protetor Divino do Japão e do Povo Japonês. O seu nome significa Deus das Oito Bandeiras, referindo-se as oito bandeiras celestes que marcaram o nascimento do divino Imperador Ōjin. Seu animal simbólico e mensageiro é a pomba.
Desde os tempos antigos Hachiman era adorado pelos camponeses como o Deus da Agricultura e pelos pescadores que esperavam que ele iria encher as redes com muito peixe. Na Religião Xintoísta, foi identificado nas lendas como o Imperador Ojin, filho da Imperatriz Consorte Jingū, a partir do  Século III.

## Sincretismo
Após a chegada do budismo ao Japão, Hachiman tornou-se uma divindade sincretista, fundindo elementos da adoração kami nativa com o budismo (Shinbutsu Shugo). No panteão budista do Século VIII, ele se tornou Grande BodisatvaHachiman (八幡大菩薩, Hachiman Daibosatsu).

## Samurai Adorado
Como Imperador Ojin, Hachiman  era um ancestral dos Minamotos, tornando-se um kami tutelar (氏神, , ujigami) do clã samurai Minamoto.  Minamoto no Yoshiie, quando teve idade para ir ao Santuário Iwashimizu em Kyoto, assumiu o nome de Hachiman Taro Yoshiie e através de seu poderio militar e de sua virtude como líder, era considerado e respeitado como o ideal samurai através dos tempos. Depois que Minamoto no Yoritomo tornou-se shogun e estabeleceu o shogunato Kamakura, a popularidade Hachiman cresceu e tornou-se, por extensão, o protetor da classe guerreira que o shogun trouxera ao poder. Por esta razão, o shintai de um Santuário Hachiman é geralmente um estribo ou uma curva.
Durante todo o período medieval japonês, a adoração de Hachiman espalhou-se por todo o Japão não só entre os samurais, mas também no campesinato. Tanto assim era a sua popularidade que, atualmente, existem 25 mil templos xintoístas no Japão dedicados a Hachiman, o segundo com mais templos depois dos santuários dedicados a Inari Ōkami. O Santuário em Usa (Usa Hachiman-gu), na Província de Oita é santuário mais importante de todos e juntamente com Iwashimizu Hachiman-gū, Hakozaki-gū e Tsurugaoka Hachiman-gu, são apontados como os principais santuários dedicados a ele.
O Brasão de Hachiman é um tomoe, um círculo com três vórtices girando à direita ou à esquerda. Os Clãs samurais usam muito esse brasão como se fosse sua, ironicamente, incluindo alguns que traçam sua ancestralidade até os inimigo mortais dos Minamoto, como era o caso do Clã Taira da linha do Imperador Kammu (Kammu Heishi).